# Eleonora Sears
Eleonora Randolph Sears (ur. 28 września 1881 w Bostonie, zm. 16 marca 1968 w Palm Beach) – amerykańska tenisistka.
Zawodniczka znana z doskonałego przygotowania fizycznego – uprawiała obok tenisa jeździectwo i golf, a także długie spacery. Zajęła się tenisem zgodnie z tradycją rodzinną – jej ojciec Fred Sears był jednym z pierwszych Amerykanów, którzy grali w tę grę (z Jamesem Dwightem, nazywanym ojcem tenisa amerykańskiego), a stryj Richard Sears jako pierwszy wygrał turniej US Open w 1881.
W grze pojedynczej jej największym sukcesem był awans do finału US Open w 1912; decydujący mecz przegrała z Mary K. Browne. Pięciokrotnie triumfowała w tym turnieju w grach podwójnych, w tym jeden raz w grze mieszanej. W 1911 i 1915 partnerowała jej Hazel Hotchkiss Wightman, 1916 i 1917 Molla Mallory. W 1916 wygrała miksta z Willisem Davisem. Ponadto w 1912 przegrała w finale miksta, a 1919 w finale debla.
1914 i 1916 była sklasyfikowana w czołowej dziesiątce tenisistek amerykańskich, w 1914 jako nr 6. W 1968 została uhonorowana miejscem w Międzynarodowej Tenisowej Galerii Sławy.